# 戈蒂托姆·格布雷斯拉塞
戈蒂托姆·格布雷斯拉塞（Gotytom Gebreslase，1995年1月15日—），埃塞俄比亚女子田径运动员，2011年世界青少年田径锦标赛女子3000米金牌得主、2012年非洲田径锦标赛女子5000米铜牌得主、2022年世界田径锦标赛女子马拉松金牌得主。